# Carlos Pavón
Carlos Alberto Pavón Plummer (El Progreso, 1973. október 9.) egy hondurasi válogatott labdarúgó, jelenleg a Real España játékosa.